# Олбані (Каліфорнія)
Олбані (англ. Albany) — місто (англ. city) в США, в окрузі Аламіда штату Каліфорнія. Населення — 20 271 особа (2020).

## Географія
Олбані розташоване за координатами 37°53′19″ пн. ш. 122°19′32″ зх. д. / 37.88861° пн. ш. 122.32556° зх. д. (37.888621, -122.325662).  За даними Бюро перепису населення США в 2010 році місто мало площу 14,16 км², з яких 4,63 км² — суходіл та 9,52 км² — водойми.

## Демографія
Згідно з переписом 2010 року, у місті мешкало 18 539 осіб у 7401 домогосподарстві у складі 4979 родин. Густота населення становила 1310 осіб/км².  Було 7889 помешкань (557/км²).
Расовий склад населення:
| - 54,6 % — білих - 31,2 % — азіатів - 3,5 % — чорних або афроамериканців - 0,5 % — корінних американців - 0,2 % — вихідців з тихоокеанських островів - 3,3 % — осіб інших рас |

До двох чи більше рас належало 6,7 %. Частка іспаномовних становила 10,2 % від усіх жителів.
За віковим діапазоном населення розподілялося таким чином: 25,0 % — особи молодші 18 років, 65,0 % — особи у віці 18—64 років, 10,0 % — особи у віці 65 років та старші. Медіана віку мешканця становила 37,0 року. На 100 осіб жіночої статі у місті припадало 90,8 чоловіків;  на 100 жінок у віці від 18 років та старших — 86,9 чоловіків також старших 18 років.
Середній дохід на одне домашнє господарство  становив 105 851 долар США (медіана — 79 596), а середній дохід на одну сім'ю — 117 051 долар (медіана — 90 680). Медіана доходів становила 80 849 доларів для чоловіків та 62 083 долари для жінок. За межею бідності перебувало 11,4 % осіб, у тому числі 11,7 % дітей у віці до 18 років та 6,0 % осіб у віці 65 років та старших.
Цивільне працевлаштоване населення становило 9283 особи. Основні галузі зайнятості: освіта, охорона здоров'я та соціальна допомога — 38,6 %, науковці, спеціалісти, менеджери — 18,3 %, мистецтво, розваги та відпочинок — 6,7 %, виробництво — 5,9 %.